# Võrkrahu
Võrkrahu ist eine estnische Insel in der Form eines Rugbyballs. Sie ist 230 Meter von der größten estnischen Insel Saaremaa entfernt und gehört zur Landgemeinde Saaremaa im Kreis Saare. Die Insel ist bewaldet und von Strand umgeben. Sie ist Teil des Nationalparks Vilsandi.
Vor der zweitgrößten estnischen Insel Hiiumaa liegt die Insel Paasrahu, die auch manchmal Võrkrahu genannt wird.